# Battersea

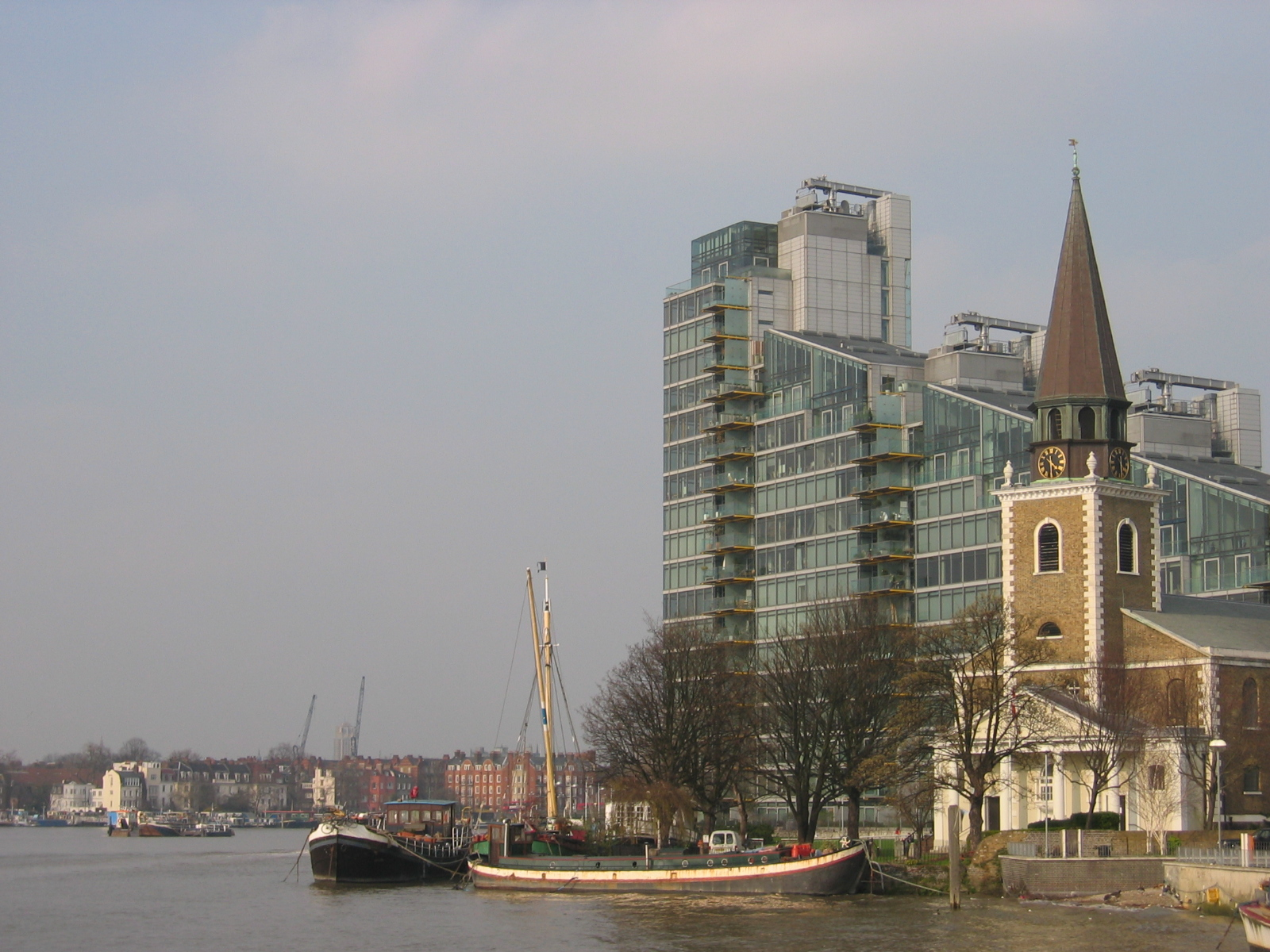
St. Mary's Church.

Battersea es un barrio en el municipio (borough) de Wandsworth, en Londres (Reino Unido). Se trata de una zona urbana del centro de la ciudad que se encuentra 2,9 millas (4,8 km) al suroeste de Charing Cross. Tiene una población de 75.651 personas (abril de 2001).

## Geografía
Battersea es una zona de Londres ubicada en la orilla sur del río Támesis. Su extremo nororiental se encuentra a una milla (1,6 km) al sur del Palacio de Westminster, y su extremo noroccidental está delimitado por el Wandsworth Bridge. Al este se encuentra Lambeth, al sur están Camberwell y Streatham, al sureste Clapham y al oeste Wandsworth.
Asimismo, se encuentra unido a Chelsea, en la orilla norte del Támesis, por el Chelsea Bridge, el Albert Bridge y el Battersea Bridge.

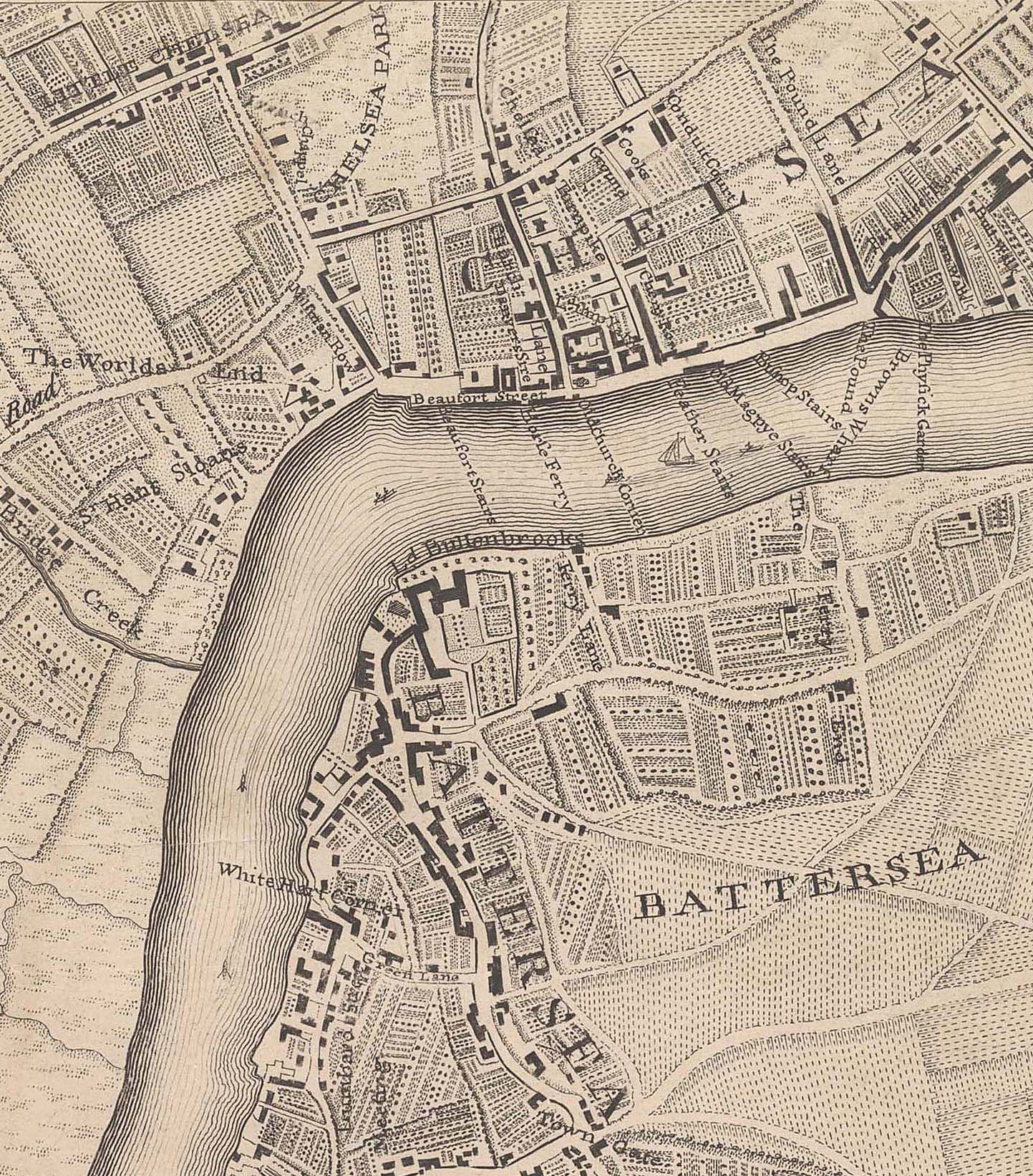
Battersea (al sur) hacia 1746. Al norte del Támesis se encuentra Chelsea.

## Historia

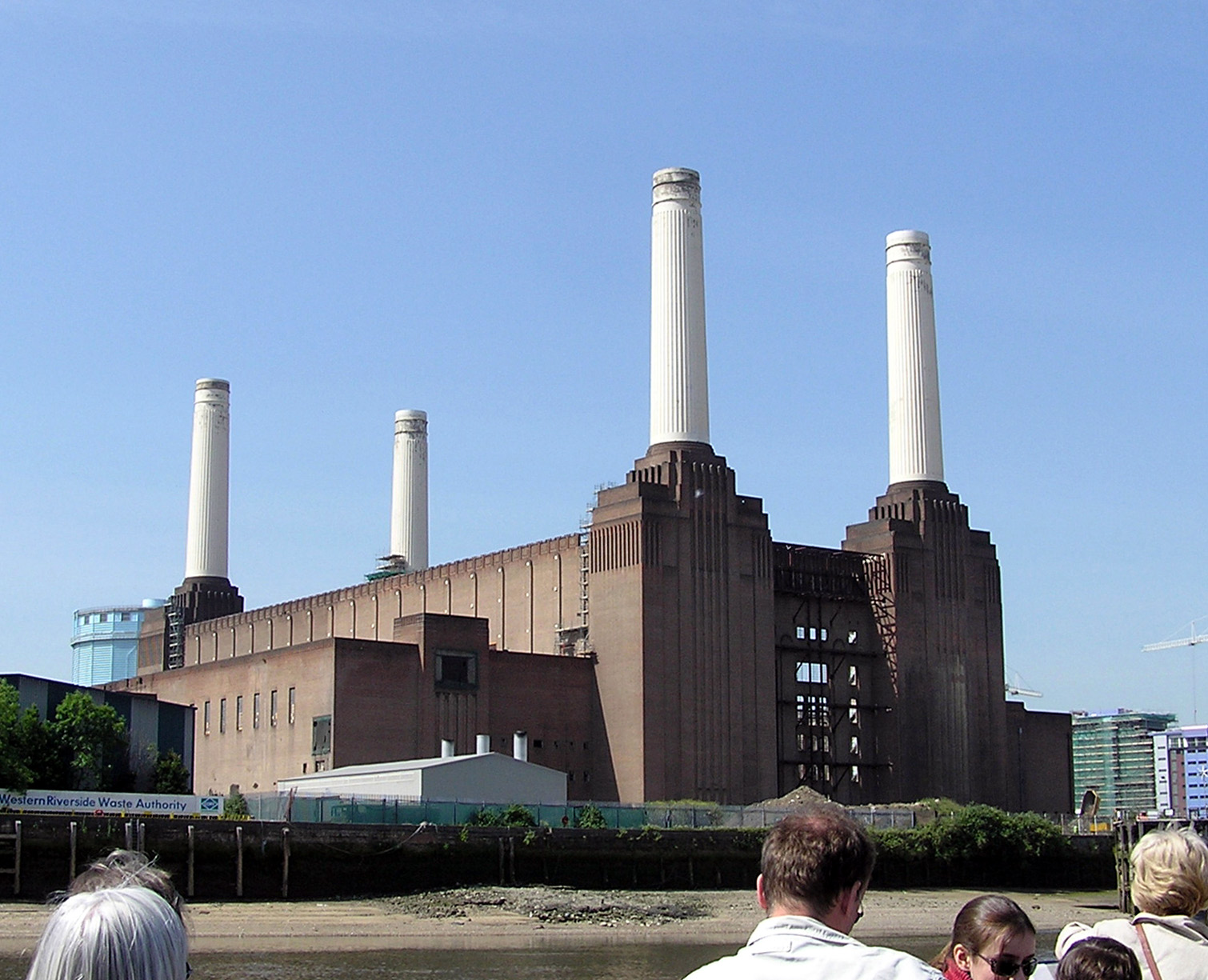
La Battersea Power Station, uno de los edificios más significativos del barrio.

Históricamente fue una parte de Surrey. El área toma su nombre del antiguo pueblo de Battersea, un asentamiento establecido en la isla del delta del río Falconbrook que nace en Tooting Bec Common y fluye subterráneo a través del sur de Londres hacia el Támesis. El lugar del asentamiento original se caracteriza por la iglesia de Santa María. Allí se casó William Blake, y Benedict Arnold, su esposa e hija se encuentran enterrados en la cripta de la iglesia. Battersea se menciona en la época anglosajona como Badrices īeg = "Badric's Island" y, posteriormente, "Patrisey". Como ocurrió con muchos antiguos asentamientos isleños del Támesis, Battersea fue reclamado para el drenaje de pantanos y construcción de alcantarillas.
Antes de la Revolución Industrial, gran parte de la zona era tierra agrícola utilizada para el suministro de alimentos de la ciudad de Londres y sus alrededores, y otros centros de población. La industria se desarrolló hacia el este por la orilla del Támesis durante la revolución industrial de 1750. En adelante, el Támesis proporcionó agua para el transporte, para los motores de vapor y otros procesos industriales. Se erigieron puentes desde el otro lado del Támesis favorecido el crecimiento: Putney Bridge fue construido en 1729 y Battersea Bridge, en el centro de la frontera norte, en 1771. Tierra adentro, aún persistió la comunidad agrícola rural.
En 1929, comenzó la construcción de la Battersea Power Station, que se completó en 1939. Desde finales del siglo XVIII a tiempos recientes, Battersea fue establecida como una zona industrial, con todas los problemas relacionados con la contaminación y condiciones de vivienda que ello conlleva.
La industria se alejó de la zona en la década de 1970. Más recientemente, algunas décadas después del final de la importante industria local, algunos excedentes residenciales de Chelsea, la zona de moda situada al norte al otro lado del Támesis, se asentaron en Battersea cambiando un tanto el carácter de la zona. Las fábricas fueron demolidas y reemplazadas por edificios de apartamentos.